# Schlangenbad

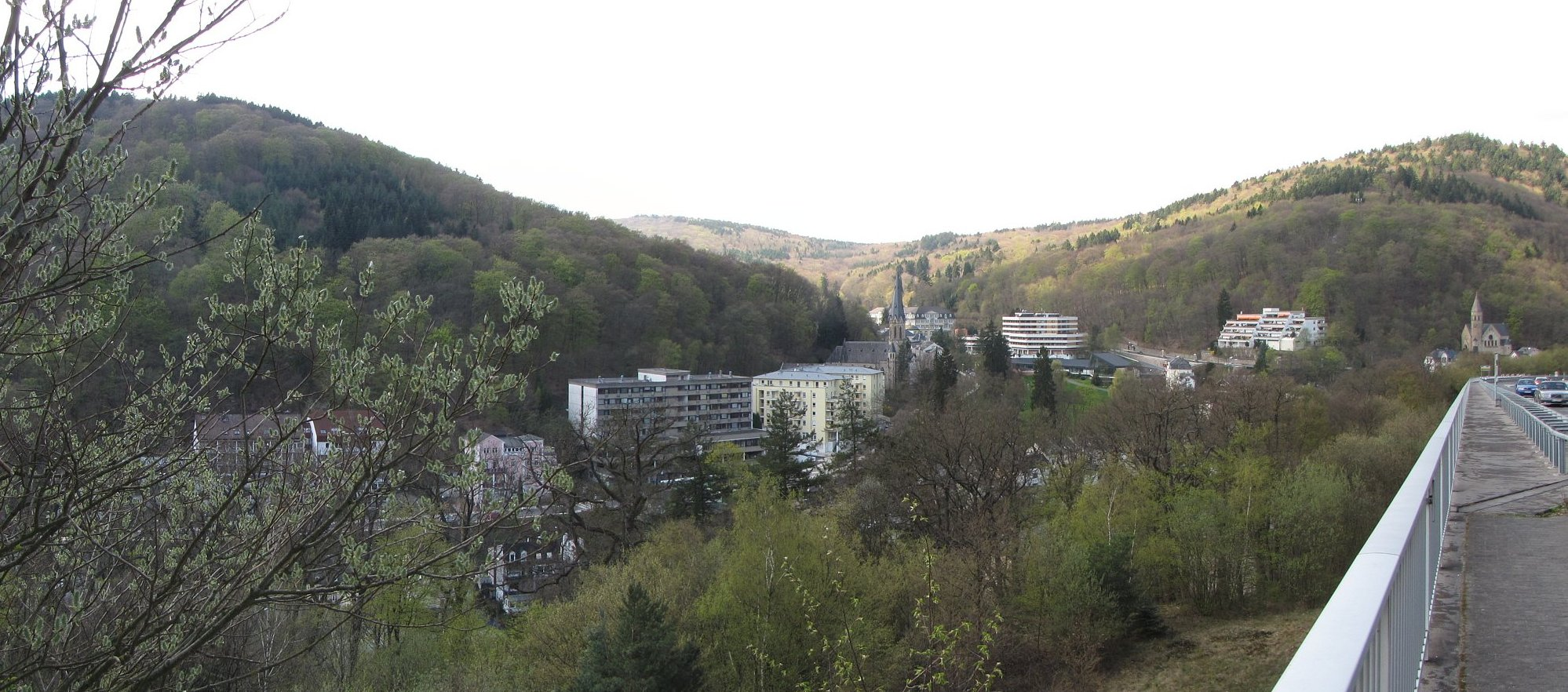
Schlangenbad 2009

Schlangenbad ist eine Gemeinde im Rheingau-Taunus-Kreis in Hessen westlich der Landeshauptstadt Wiesbaden. Der Kernort mit den Thermalquellen liegt an der Bäderstraße Taunus und gilt als das älteste anerkannte Heilbad Hessens. Der Ortsname ist auf die in der Gemeinde vorzufindenden ungiftigen Äskulapnattern zurückzuführen.
Die Gemeinde Schlangenbad weist mit 131 Prozent einen weit überdurchschnittlichen Kaufkraftindex auf (Bundesdurchschnitt: 100 Prozent), womit Schlangenbad nach Niedernhausen die Gemeinde mit dem höchsten Pro-Kopf-Einkommen im Rheingau-Taunus-Kreis ist.

## Geografie

### Lage und Gemeindegliederung
Der Ortsteil Schlangenbad und damit der Kernort der Gemeinde liegt als Kurort 320 m ü. NN in geschützter Talhanglage im waldreichen Hohen Taunus an der Einmündung des Warmen Bachs in die Walluf. Schlangenbad ist 12 km von Wiesbaden, 7 km von Eltville am Rhein und 7 km von Bad Schwalbach entfernt.
Das langgestreckte Gemeindegebiet erreicht eine Ausdehnung von über 13 km mit den wie auf einer Kette aufgereihten Ortsteilen von Georgenborn im Osten über den Kernort Schlangenbad, dann weiter über Wambach und Bärstadt zum höchstgelegenen Ortsteil und Luftkurort Hausen vor der Höhe (483 Meter), von da hinein ins Gladbachtal über Obergladbach und Niedergladbach bis zum Hinterlandswald und Wispertal im Westen.
Der höchste Punkt des Gemeindegebietes liegt am Westhang der Hohen Wurzel, in der Nähe des Taunus Wunderlandes, bei etwa 544 Metern. Der niedrigste Punkt im Walluftal in der Nähe des Forsthauses Schlangenbad und der Neu-Mühle liegt bei 210 Metern. Das Tal durchschneidet bei Schlangenbad den Taunushauptkamm mit besonders steilen Hangneigungen.

### Nachbargemeinden
Schlangenbad grenzt im Norden an die Stadt Bad Schwalbach, im Osten an die Stadt Taunusstein und die kreisfreie Stadt Wiesbaden, im Süden an die Stadt Eltville am Rhein und die Gemeinde Kiedrich sowie im Westen an die Stadt Oestrich-Winkel.

### Klima und Schlangen
In Schlangenbad herrscht ein reizschwaches Schonklima mit starker nächtlicher Abkühlung. Das gemäßigte Klima ist vergleichbar mit dem mediterranen Klima. Dadurch und wegen der Erwärmung der Walluf durch Thermalquellen konnte sich auch nach allgemeiner Abkühlung des Klimas in Deutschland eine Population der Äskulapnatter erhalten, die heute nur noch in mediterranen oder besonderen wärmeren Gegenden Tschechiens, Polens und Deutschlands (an 3 Orten) vorkommt, zu wärmeren Zeiten aber in ganz Mitteleuropa verbreitet war. Der Ortsname Schlangenbad basiert auf diesem Vorkommen der Äskulapnatter, das Wappen zeigt die Natter mit Krone.
Mehrmals im Jahr werden Führungen zur Äskulapnatter von verschiedenen Institutionen angeboten.
Die fünf Unterführungen der Bäderstraße/Umgehung wurden mit sogenannten Querungshilfen im Rahmen von Ausgleichsmaßnahmen durch die Straßenbauverwaltung in Zusammenarbeit mit dem Regierungspräsidium Darmstadt und dem Verein Naturschutzhaus ausgestattet.

## Geschichte

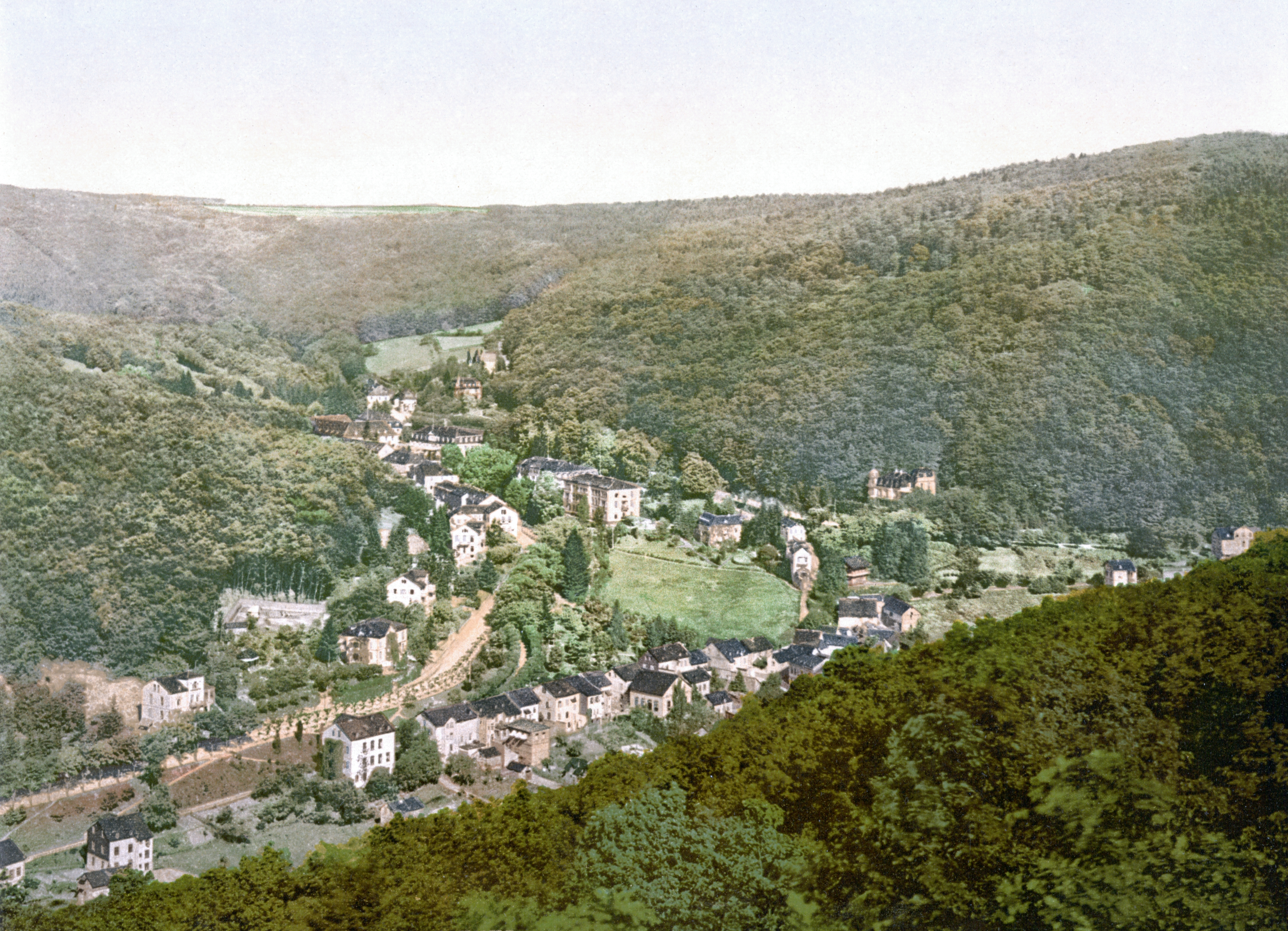
Schlangenbad um 1900

Im gesamten Mittelalter war das mittlere Tal der Walluf unbesiedelt und unerschlossen. Zu Beginn des 16. Jahrhunderts befand sich an der Stelle des heutigen Schlangenbads ein einziges Gebäude: Die Warme Mühle am Warmen Bach, einem Zufluss der Walluf, der einen ganzjährigen Mühlenbetrieb erlaubte. Der Warme Bach bildet die Grenze zwischen dem Kurmainzischen Rheingau und der Niedergrafschaft Katzenelnbogen, während der untere Bereich des heutigen Schlangenbads zum Fürstentum Nassau-Idstein gehörte.
Im Jahre 1687 überbaute der Amtmann von Hohenstein einen Teil der Schlangenbader Quellen mit einem einfachen Holzbau. Damit begann die Geschichte des Schlangenbader Bades. Ab 1694 begann eine rege Bautätigkeit auf der linken – hessischen – Seite des Warmen Bachs. Errichtet wurden auf Geheiß des Landgrafen Karl von Hessen-Kassel ein Badehaus, Logierzimmer und weitere Gebäude. In den Jahren 1700 bis 1703 ließ der Mainzer Kurfürst und Erzbischof auf der rechten – mainzerischen – Seite des Warmen Baches ebenfalls ein dreistöckiges Logierhaus errichten. Seit 1716 betrieb die Landgrafschaft Hessen-Kassel das Bad in eigener Regie als Staatsbad.
Liselotte von der Pfalz erwähnte „Schlangenbadt“ mehrmals, zuerst im Jahr 1699 in einem Brief an ihre Halbschwester Amelise.
Die Wirren der Koalitionskriege führten zu einem fast vollständigen Verfall des Kurlebens und der Badeeinrichtungen. Durch die Verträge des Frieden von Lunéville verloren die Nassauischen Fürsten ihre linksrheinischen Besitzungen und bekamen durch Beschluss des Reichsdeputationshauptschlusses vom 25. Februar 1803 das Vizedomamt Rheingau zugesprochen. Der dritte, kurhessische Teil Schlangenbads gelangte mit dem 20. November 1806 zunächst unter französische und dann unter preußische Verwaltung. Erst mit dem 22. April 1818 wurden die Dreiteilung des Ortes endgültig beendet und Schlangenbad wurde als Gemeinde innerhalb des Herzogtum Nassau selbständig.
Frühere Namen des Ortes sind: Warme Mühlen (1482), Amtmannsbad (1687), Karlsbad (1693), Schlangenbad (1700) und Schlangen Bad (1708).

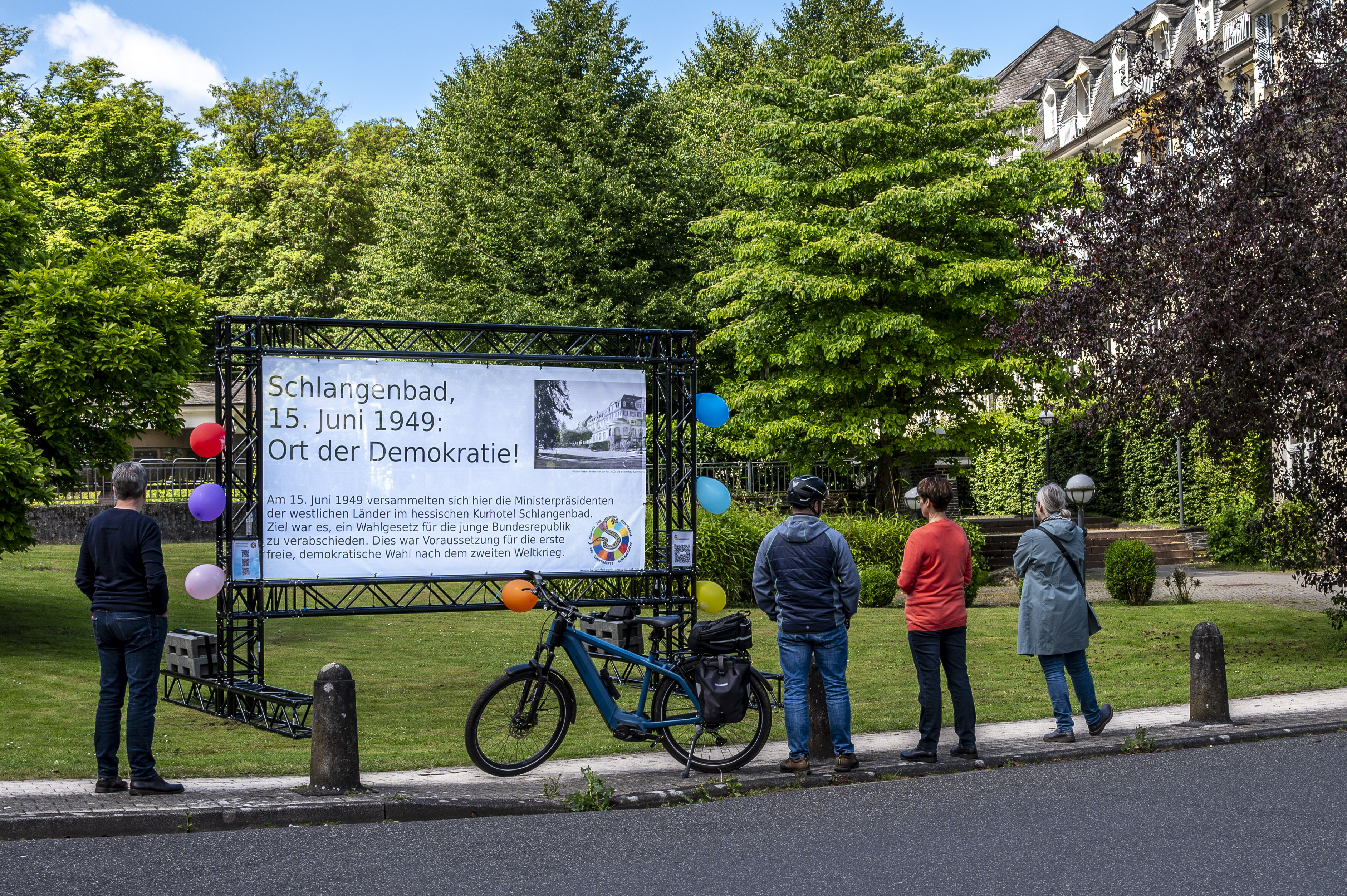
Personen betrachten ein Banner, das auf die Verabschiedung des Bundeswahlgesetzes am 15. Juni 1949 in Schlangenbad hinweist.

In Schlangenbad fand am 15. Juni 1949 die Tagung der Ministerpräsidenten der drei westlichen Besatzungszonen statt, in der das Wahlgesetz zum ersten Bundestag und zur ersten Bundesversammlung der Bundesrepublik Deutschland und die Verordnung über den Wahltag (14. August 1949) beschlossen wurde. Mit dem Wahlgesetz wurde das bis heute geltende personalisierte Verhältniswahlrecht für den Bundestag beschlossen.

## Eingemeindungen
Der Nachbarort Georgenborn, der 1928 in die Stadt Wiesbaden eingegliedert worden war, wechselte am 1. April 1939 seine kommunale Zugehörigkeit und war fortan als Ortsteil in die Gemeinde Schlangenbad im Untertaunuskreis integriert. Im Vorfeld der Gebietsreform in Hessen wurde auf freiwilliger Basis mit Wirkung vom 31. Dezember 1971 zunächst die Gemeinde Wambach in die Gemeinde Schlangenbad eingegliedert. Am 1. Juli 1972 folgten die Gemeinden Bärstadt, Hausen vor der Höhe, Niedergladbach und Obergladbach diesem Beispiel.

## Politik

### Gemeindevertretung
Die Kommunalwahl am 14. März 2021 lieferte folgendes Ergebnis, in Vergleich gesetzt zu früheren Kommunalwahlen:
| Sitzverteilung in der Gemeindevertretung 2021Insgesamt 25 Sitze - SPD: 4 - Grüne: 5 - BfB: 7 - FDP: 2 - CDU: 7 | Parteien und Wählergemeinschaften | Parteien und Wählergemeinschaften           | 2021  | 2021  | 2016  | 2016  | 2011  | 2011  | 2006  | 2006  | 2001  | 2001  |
| Sitzverteilung in der Gemeindevertretung 2021Insgesamt 25 Sitze - SPD: 4 - Grüne: 5 - BfB: 7 - FDP: 2 - CDU: 7 | Parteien und Wählergemeinschaften | Parteien und Wählergemeinschaften           | %     | Sitze | %     | Sitze | %     | Sitze | %     | Sitze | %     | Sitze |
| Sitzverteilung in der Gemeindevertretung 2021Insgesamt 25 Sitze - SPD: 4 - Grüne: 5 - BfB: 7 - FDP: 2 - CDU: 7 | BfB                               | Bürger für Bürger                           | 29,8  | 7     | 24,5  | 6     | 16,6  | 5     | –     | –     | –     | –     |
| Sitzverteilung in der Gemeindevertretung 2021Insgesamt 25 Sitze - SPD: 4 - Grüne: 5 - BfB: 7 - FDP: 2 - CDU: 7 | CDU                               | Christlich Demokratische Union Deutschlands | 28,8  | 7     | 33,4  | 8     | 37,3  | 11    | 48,3  | 15    | 38,0  | 12    |
| Sitzverteilung in der Gemeindevertretung 2021Insgesamt 25 Sitze - SPD: 4 - Grüne: 5 - BfB: 7 - FDP: 2 - CDU: 7 | Grüne                             | Bündnis 90/Die Grünen                       | 21,2  | 5     | 15,9  | 4     | 21,2  | 7     | 12,4  | 4     | 9,6   | 3     |
| Sitzverteilung in der Gemeindevertretung 2021Insgesamt 25 Sitze - SPD: 4 - Grüne: 5 - BfB: 7 - FDP: 2 - CDU: 7 | SPD                               | Sozialdemokratische Partei Deutschlands     | 14,0  | 4     | 18,4  | 5     | 19,5  | 6     | 26,1  | 8     | 35,6  | 11    |
| Sitzverteilung in der Gemeindevertretung 2021Insgesamt 25 Sitze - SPD: 4 - Grüne: 5 - BfB: 7 - FDP: 2 - CDU: 7 | FDP                               | Freie Demokratische Partei                  | 6,1   | 2     | 7,8   | 2     | 5,4   | 2     | 8,9   | 3     | 12,5  | 4     |
| Sitzverteilung in der Gemeindevertretung 2021Insgesamt 25 Sitze - SPD: 4 - Grüne: 5 - BfB: 7 - FDP: 2 - CDU: 7 | PRO                               | PRO Schlangenbad                            | –     | –     | –     | –     | –     | –     | 4,2   | 1     | 4,2   | 1     |
| Sitzverteilung in der Gemeindevertretung 2021Insgesamt 25 Sitze - SPD: 4 - Grüne: 5 - BfB: 7 - FDP: 2 - CDU: 7 | Gesamt                            | Gesamt                                      | 100,0 | 25    | 100,0 | 25    | 100,0 | 31    | 100,0 | 31    | 100,0 | 31    |
| Sitzverteilung in der Gemeindevertretung 2021Insgesamt 25 Sitze - SPD: 4 - Grüne: 5 - BfB: 7 - FDP: 2 - CDU: 7 | Wahlbeteiligung in %              | Wahlbeteiligung in %                        | 57,5  | 57,5  | 55,9  | 55,9  | 57,4  | 57,4  | 57,7  | 57,7  | 59,0  | 59,0  |

### Bürgermeister
Nach der hessischen Kommunalverfassung wird der Bürgermeister für eine sechsjährige Amtszeit gewählt, seit dem Jahr 1993 in einer Direktwahl, und ist Vorsitzender des Gemeindevorstands, dem in der Gemeinde Schlangenbad neben dem Bürgermeister ehrenamtlich ein Erster Beigeordneter und sechs weitere Beigeordnete angehören. Bürgermeister ist seit dem 1. März 2019 Marco Eyring (CDU). Er wurde als Nachfolger von Michael Schlepper (FDP), der nach zwei Amtszeiten nicht wieder kandidiert hatte, am 28. Oktober 2018 im ersten Wahlgang bei einer Wahlbeteiligung von 70,9 Prozent mit 56,0 Prozent der Stimmen gewählt. Es folgte eine Wiederwahl im Juni 2024.
Amtszeiten der Bürgermeister
- 2019–2031 Marco Eyring (CDU)[17]
- 2007–2019 Michael Schlepper (FDP)
- 1999–2006 Detlev Sieber (SPD) (im September 2006 durch Bürgerentscheid abgewählt)[20]
- 1994–1998 Klaus-Peter Willsch (CDU)[21]
- 1982–1994 Horst-Dieter Reuther (CDU)[22]
- 1972–1982 Heinz Grein (SPD)[23]

### Partnergemeinde
Die Gemeinde Schlangenbad unterhält partnerschaftliche Beziehungen zu Craponne in Frankreich.

### Gemeindewappen
Beschreibung: In Grün über drei silbernen (weißen) Wellenbalken eine gekrönte, rot gezungte goldene S-förmig gewundene Schlange.
Das den Ort auszeichnende Vorkommen der Äskulapnatter hat über die Marke des hessischen Staatsbades Eingang in das Gemeindewappen gefunden und wurde schon im Hessischen Ortswappenbuch von 1956 dargestellt.

### Bekanntmachungen der Gemeinde
Satzungen, Verordnungen sowie andere Gegenstände, deren öffentliche Bekanntmachung erforderlich ist, werden durch Abdruck im Wiesbadener Kurier oder durch Veröffentlichung auf der Internetseite der Gemeinde Schlangenbad bereitgestellt.
Außerdem gibt die Gemeinde seit 1972 als Mitteilungsblatt die Schlangenbader Nachrichten heraus.

## Bauwerke

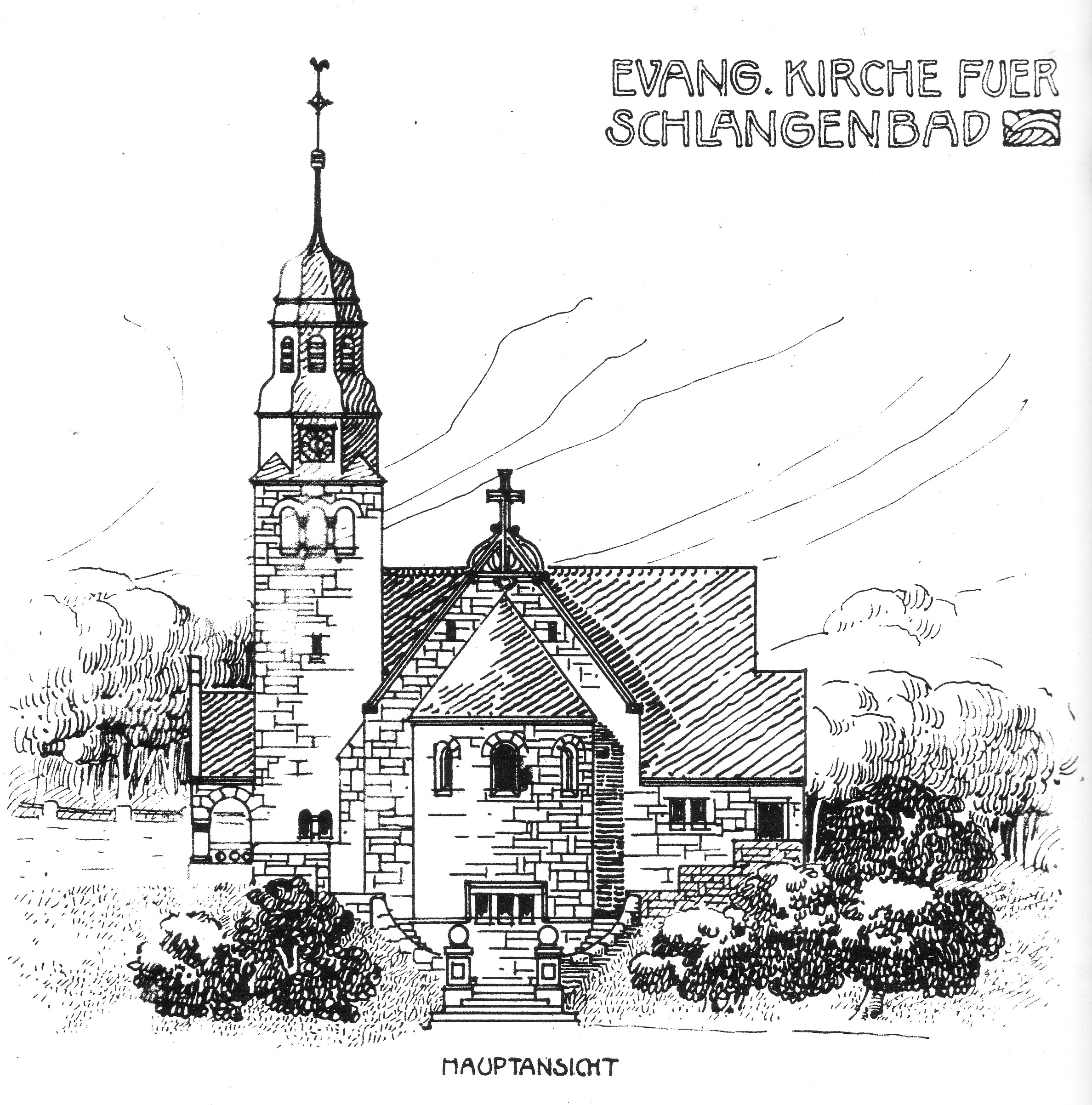
Christuskirche, Zeichnung von Ludwig Hofmann

Die evangelische Christuskirche, erbaut 1907, ist ein Hauptwerk des Architekten Ludwig Hofmann. Von Eugen Rückgauer stammten die Pläne zum Parkhotel Schlangenbad.

## Wirtschaft und Infrastruktur

### Kliniken
- Median Klinik Schlangenbad, Behandlungsgebiete: Psychosomatik, Rheumatologie, spezielle schmerztherapeutische Behandlungen, Gynäkologie
- Oberberg Parkklinik Wiesbaden-Schlangenbad, Behandlungsgebiete: Psychiatrie, Psychosomatik, Psychotherapie

### Freizeit- und Sportanlagen
- Thermalfreibad mit Kelosauna
- Aeskulap-Therme
- Tennisplätze Schlangenbad
- Bouleplatz im Kurpark Schlangenbad
- Heinz-Grein-Sporthalle Georgenborn
- Sporthalle Bärstadt
- Fußballplatz Hausen

### Wanderwege
- Der Rheinsteig, ein durch das Walluftal bei Schlangenbad führender Wanderweg von Schloss Biebrich bei Wiesbaden über die Loreley, die feindlichen Brüder (Liebenstein und Sterrenberg) und Burg Lahneck nach Bonn.
- Wanderweg nach Rauenthal (ca. 45 min) mit Blick über das Rheintal.
- Schlangenbader Waldpfade am Parkplatz Adelheidtal.
- Rundwanderwege am Parkplatz „Förster-Bitter-Eiche“ bei Hausen v. d. H. nahe dem Hinterlandswald.
- Schlangenpfad mit Schautafeln zu Biologie, Gefährdung und Schutzmaßnahmen der größten heimischen Schlange, der ungiftigen Äskulapnatter.
- Der Rheingauer Gebück-Wanderweg, der von Niederwalluf nach Lorch führt, verläuft durch Schlangenbad

### Kurbetrieb

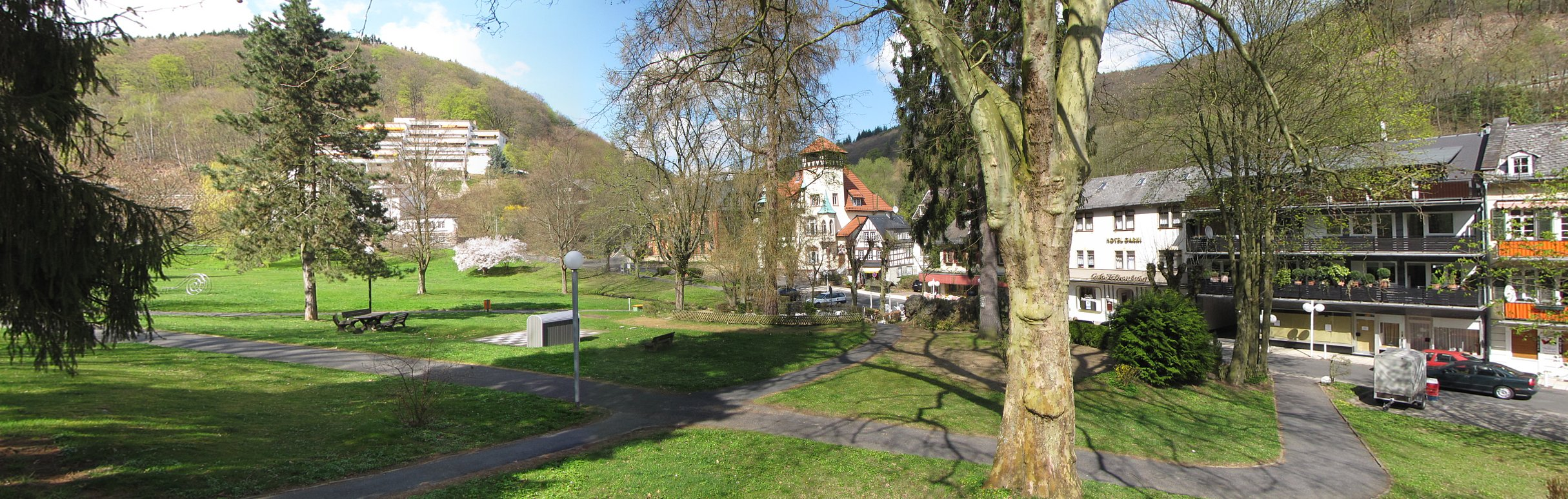
Kurpark

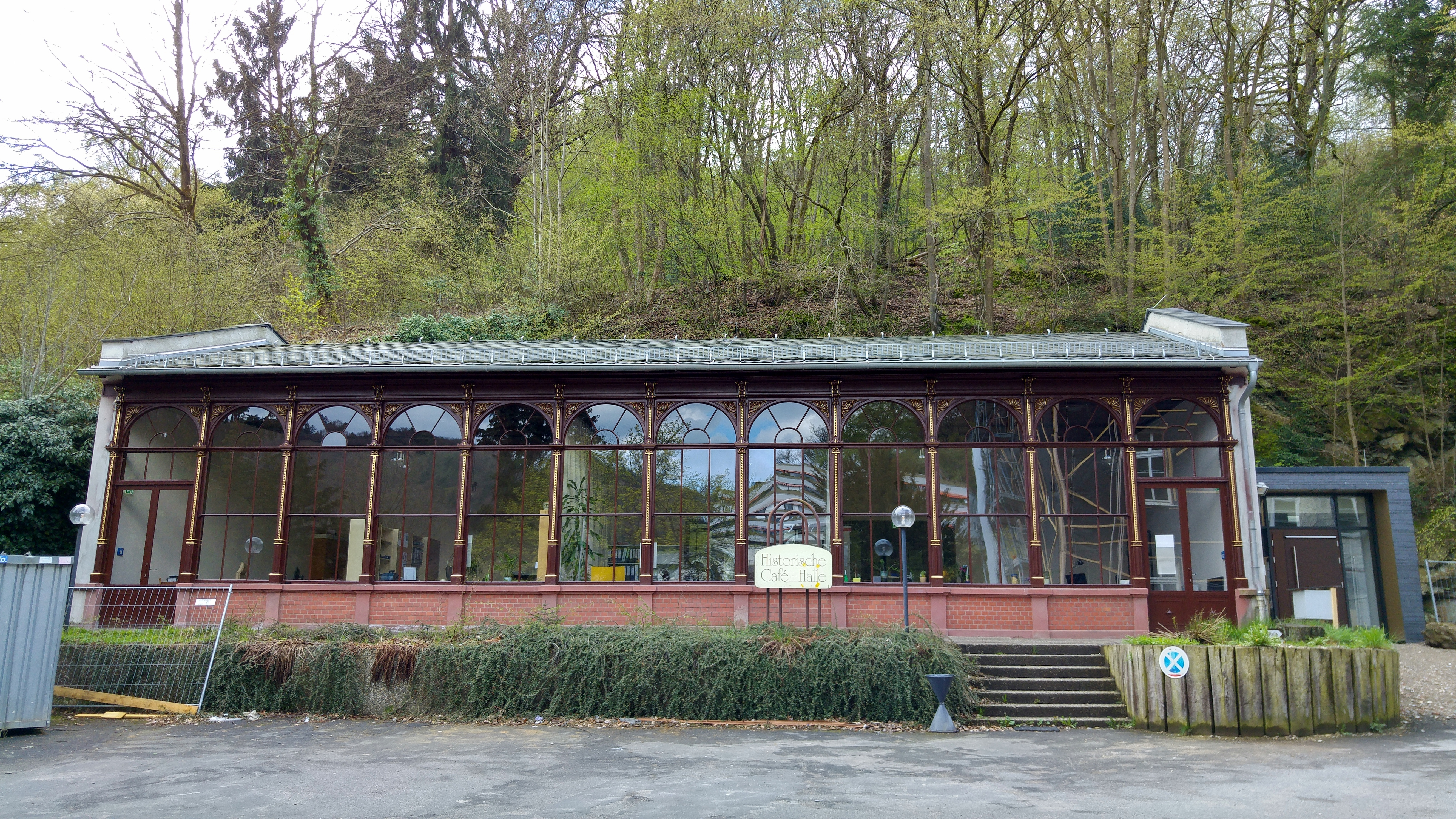
Historische Caféhalle

Die Thermalquellen Schlangenbads wurden in der Mitte des 17. Jahrhunderts erschlossen. Seit 1700 gilt Schlangenbad als anerkanntes Heilbad, und damit vor Bad Schwalbach (1800), Bad Nauheim (1823), Bad Homburg (1834), Wiesbaden (1836) und Bad Salzschlirf (1838) als das älteste Heilbad im Bundesland Hessen. Nachdem Francis Head 1830 Bubbles from the Brunnen veröffentlicht hatte, wurden die Taunusbäder unter Briten populär.
Während der Zeit des Aufschwungs nach der nassauischen Erwerbung und der Veröffentlichung der „Bubbles“ hatten Schlangenbad und Schwalbach noch keinen Standortnachteil gegenüber Bad Ems bzw. Wiesbaden. Das änderte sich, als um 1845 das Reisen mittels Postkutsche durch die schnellere, bequemere und billigere Eisenbahn Konkurrenz bekam und Schlangenbad rund acht Kilometer abseits des nächstgelegenen Bahnhofs Eltville lag. Während 1838 noch insgesamt 1564 Kurgäste kamen, ging die Zahl der englischen Kurgäste bis 1865 auf etwa 600 zurück. Erst 1895 erfolgte ein Bahnanschluss mit der Kleinbahn Eltville–Schlangenbad. Die Zahl der französischen Gäste war, nachdem die französische Kaiserin Eugénie hier mehrmals kurte, eine Zeitlang hoch. Deutsche Adelskreise schätzten Schlangenbad, da man hier relativ ungestört kuren konnte.
Seit 1931 gibt es ein Thermalfreibad; Kassenpatienten wurden erstmals 1950 zur Kur zugelassen. Aus dem 19. Jahrhundert ist noch die Historische Caféhalle als charakteristische Architektur deutscher Kurbäder erhalten. Heute sind insgesamt neun Quellen erschlossen, die mit Temperaturen zwischen 21 und 32 Grad Celsius am Südhang des Bärstädter Kopfes entspringen. Behandelt werden rheumatische und andere entzündliche Erkrankungen.
Glücksspiel: Erstmals 1709 wurde hessischerseits eine Konzession an den Italiener Pietro Varena vergeben. Das von diesem errichtete Häuschen ging 1721 an den Mainzer Martin Cetto über. Später im 18. Jahrhundert wurden zahlreiche kleinere Spielstätten betrieben, die den kleinen Ort für Kurgäste interessanter machten. Unterpächter für Schwalbach und Schlangenbad war in den frühen 1830ern Friedrich Kühnemann, seines Zeichens Stärkefabrikant und „Hofschornsteinfeger“ aus Kassel. Die Konzession (für alle Spielbanken im Herzogtum Nassau) hielt ab 1834 der aus Baden-Baden verdrängte Antoine Chabert. Seit dieser Zeit wurde der private Ausbau des Bades gefördert. Chabert verzichtete auf seine Rechte 1845, so dass die Spielbank geschlossen werden konnte.

### Bildungseinrichtungen
- Die Grundschule in Bärstadt trägt den Namen Äskulapschule.

## Persönlichkeiten

### Söhne und Töchter der Gemeinde
- Ludwig von Lauter (1855–1929), königlich-preußischer General der Artillerie
- Max Knoll (1897–1969), deutscher Elektrotechniker, Mitentwickler des ersten Elektronenmikroskops
- Dieter Egner (* 1944), Politiker
- Andreas Anderhub (* 1945), Bibliothekar

### In Schlangenbad leben oder lebten
- Carl Bertrand (1816–1895), Arzt und Übersetzer
- Elly Ney (1882–1968), Pianistin, Beethoven-Interpretin; bezeichnete sich als VolksPianistin
- Ludwig Berger (1892–1969), Filmregisseur und Schriftsteller
- Gerhard Fieber (1916–2013), Trickfilm-Pionier
- Wolf von Lojewski (* 1937), Journalist (ARD/ZDF) und Autor
- Bernd Nielsen-Stokkeby (1920–2008), Journalist, Korrespondent (dpa, ZDF)
- Volker Schlöndorff (* 1939), Filmregisseur, Oscarpreisträger